# Non Evans
Pour les articles homonymes, voir Evans.
Non Evans, née le 20 juin 1974 à Swansea (pays de Galles), est une joueuse internationale galloise de rugby à XV, occupant le poste d'arrière au club de Clifton (1,63 m pour 58 kg).

## Biographie
Elle dispute régulièrement avec le pays de Galles le Tournoi des Six Nations féminin.
Les Galloises, qui ont battu les Anglaises (16-15) en 2009, remportent pour la première fois de leur histoire la Triple couronne après leur succès sur les Irlandaises à Cardiff (13-10),,.
Elle est faite Membre de l'Ordre de l'Empire britannique (MBE) à l'occasion de la Queen's Birthday honours list le 11 juin 2011, pour services rendus à l'art dramatique.

## Palmarès
(Au 14 mai 2009)
- 78 sélections en équipe du pays de Galles de 2003 à 2009
- participations au Tournoi des Six Nations